# 하이노 페르히
하이노 페르히(독일어: Heino Ferch, 1963년 8월 18일 ~ )는 독일의 배우이다.